# Phytocoris minituberculatus
Phytocoris minituberculatus är en insektsart som beskrevs av Knight 1968. Phytocoris minituberculatus ingår i släktet Phytocoris och familjen ängsskinnbaggar. Inga underarter finns listade i Catalogue of Life.